# Understed
Understed er en lille landsby med ca. 60 husstande. Understed er beliggende i det østlige Vendsyssel syv kilometer nordvest for Sæby. Landsbyen er beliggende i Understed Sogn i Frederikshavn Kommune.
I Understed ligger Understed Kirke med menighedshus, Understed Forsamlingshus og Understed Klubhus med tilhørende banefaciliteter. Landsbyen har fire foreninger: Understed Idrætsforening, Understed Borgerforening, Understed Vandværk og Understed Menighedsråd.

## Historie
Byen er en historisk by, hvor kirken er opført omkring år 1200. I landsbyen har der tidligere været skole, mejeri, købmandsgård, cykelsmed, grovsmed, slagter samt auto- & traktorværksted. Der er i dag ingen forretninger i byen, men der er igen opstået små virksomheder, såsom entreprenør, tømrer, internetbutik mv.
Understed og opland har i de senere år gennemgået et ”generationsskifte”, idet mange børnefamilier/unge mennesker er tilflyttet byen og oplandet.